# Etiópia nos Jogos Olímpicos
A Etiópia participou pela primeira vez dos Jogos Olímpicos em 1956, e enviou atletas para competir na maioria das edições dos Jogos Olímpicos de Verão desde então,exceto em 1976, 1984 e 1988. Etiópia também participou pela primeira vez dos Jogos Olímpicos de Inverno em Turim, em 2006
Atletas etíopes ganharam um total de 38 medalhas, todas no Atletismo.
O Comitê Olímpico Nacional da Etiópia é o Comitê Olímpico Etíope, que foi fundado em 1948.

## Jogos Olímpicos de Verão

### Quadro de medalhas
| Jogos                 | Número de atletas | Ouro           | Prata          | Bronze         | Total          | Classificação geral |                |
| 1896 Atenas           | não participou    | não participou | não participou | não participou | não participou | não participou      | não participou |
| 1900 Paris            | não participou    | não participou | não participou | não participou | não participou | não participou      | não participou |
| 1904 St. Louis        | não participou    | não participou | não participou | não participou | não participou | não participou      | não participou |
| 1908 Londres          | não participou    | não participou | não participou | não participou | não participou | não participou      | não participou |
| 1912 Estocolmo        | não participou    | não participou | não participou | não participou | não participou | não participou      | não participou |
| 1920 Antuérpia        | não participou    | não participou | não participou | não participou | não participou | não participou      | não participou |
| 1924 Paris            | não participou    | não participou | não participou | não participou | não participou | não participou      | não participou |
| 1928 Amsterdã         | não participou    | não participou | não participou | não participou | não participou | não participou      | não participou |
| 1932 Los Angeles      | não participou    | não participou | não participou | não participou | não participou | não participou      | não participou |
| 1936 Berlim           | não participou    | não participou | não participou | não participou | não participou | não participou      | não participou |
| 1948 Londres          | não participou    | não participou | não participou | não participou | não participou | não participou      | não participou |
| 1952 Helsinque        | não participou    | não participou | não participou | não participou | não participou | não participou      | não participou |
| 1956 Melbourne        | 12                | 0              | 0              | 0              | 0              | –                   |                |
| 1960 Roma             | 10                | 1              | 0              | 0              | 1              | 21º                 |                |
| 1964 Tóquio           | 12                | 1              | 0              | 0              | 1              | 24º                 |                |
| 1968 Cidade do México | 18                | 1              | 1              | 0              | 2              | 25º                 |                |
| 1972 Munique          | 31                | 0              | 0              | 2              | 2              | 41º                 |                |
| 1976 Montreal         | não participou    | não participou | não participou | não participou | não participou | não participou      | não participou |
| 1980 Moscou           | 41                | 2              | 0              | 2              | 4              | 17º                 |                |
| 1984 Los Angeles      | não participou    | não participou | não participou | não participou | não participou | não participou      | não participou |
| 1988 Seul             | não participou    | não participou | não participou | não participou | não participou | não participou      | não participou |
| 1992 Barcelona        | 20                | 1              | 0              | 2              | 3              | 33º                 |                |
| 1996 Atlanta          | 18                | 2              | 0              | 1              | 3              | 34º                 |                |
| 2000 Sydney           | 26                | 4              | 1              | 3              | 8              | 20º                 |                |
| 2004 Atenas           | 26                | 2              | 3              | 2              | 7              | 28º                 |                |
| 2008 Pequim           | 27                | 4              | 1              | 2              | 7              | 18º                 |                |
| 2012 Londres          | 33                | 3              | 1              | 3              | 7              | 24º                 |                |
| 2016 Rio de Janeiro   | 34                | 1              | 2              | 5              | 8              | 44º                 |                |
| Total                 | 308               | 22             | 9              | 22             | 53             |                     |                |

### Medalhas por esporte
| Esporte   | Ouro | Prata | Bronze | Total |
| Atletismo | 22   | 9     | 22     | 53    |
| Total     | 22   | 9     | 22     | 53    |

### Lista de medalhas
| Medalha | Atleta             | Jogos                 | Esporte   | Categoria                         |
| ------- | ------------------ | --------------------- | --------- | --------------------------------- |
| ouro    | Abebe Bikila       | 1960 Roma             | Atletismo | Masculino - maratona              |
| ouro    | Abebe Bikila       | 1964 Tóquio           | Atletismo | Masculino - maratona              |
| ouro    | Mamo Wolde         | 1968 Cidade do México | Atletismo | Masculino - maratona              |
| prata   | Mamo Wolde         | 1968 Cidade do México | Atletismo | Masculino - 10000 m               |
| bronze  | Mamo Wolde         | 1972 Munique          | Atletismo | Masculino - maratona              |
| bronze  | Miruts Yifter      | 1972 Munique          | Atletismo | Masculino - 10000 m               |
| ouro    | Miruts Yifter      | 1980 Moscou           | Atletismo | Masculino - 5000 m                |
| ouro    | Miruts Yifter      | 1980 Moscou           | Atletismo | Masculino - 10000 m               |
| bronze  | Mohamed Kedir      | 1980 Moscou           | Atletismo | Masculino - 10000 m               |
| bronze  | Eshetu Tura        | 1980 Moscou           | Atletismo | Masculino - 3000 m com obstáculos |
| ouro    | Derartu Tulu       | 1992 Barcelona        | Atletismo | Feminino - 10000 m                |
| bronze  | Addis Abebe        | 1992 Barcelona        | Atletismo | Masculino - 10000 m               |
| bronze  | Fita Bayisa        | 1992 Barcelona        | Atletismo | Masculino - 5000 m                |
| ouro    | Haile Gebrselassie | 1996 Atlanta          | Atletismo | Masculino - 10000 m               |
| ouro    | Fatuma Roba        | 1996 Atlanta          | Atletismo | Feminino - maratona               |
| bronze  | Gete Wami          | 1996 Atlanta          | Atletismo | Feminino - 10000 m                |
| ouro    | Gezahegne Abera    | 2000 Sydney           | Atletismo | Masculino - maratona              |
| ouro    | Millon Wolde       | 2000 Sydney           | Atletismo | Masculino - 5000 m                |
| ouro    | Haile Gebrselassie | 2000 Sydney           | Atletismo | Masculino - 10000 m               |
| ouro    | Derartu Tulu       | 2000 Sydney           | Atletismo | Feminino - 10000 m                |
| prata   | Gete Wami          | 2000 Sydney           | Atletismo | Feminino - 10000 m                |
| bronze  | Assefa Mezgebu     | 2000 Sydney           | Atletismo | Masculino - 10000 m               |
| bronze  | Tesfaye Tola       | 2000 Sydney           | Atletismo | Masculino - maratona              |
| bronze  | Gete Wami          | 2000 Sydney           | Atletismo | Feminino - 5000 m                 |
| ouro    | Kenenisa Bekele    | 2004 Atenas           | Atletismo | Masculino - 10000 m               |
| ouro    | Meseret Defar      | 2004 Atenas           | Atletismo | Feminino - 5000 m                 |
| prata   | Kenenisa Bekele    | 2004 Atenas           | Atletismo | Masculino - 5000 m                |
| prata   | Ejegayehu Dibaba   | 2004 Atenas           | Atletismo | Feminino - 10000 m                |
| prata   | Sileshi Sihine     | 2004 Atenas           | Atletismo | Masculino - 10000 m               |
| bronze  | Tirunesh Dibaba    | 2004 Atenas           | Atletismo | Feminino - 5000 m                 |
| bronze  | Derartu Tulu       | 2004 Atenas           | Atletismo | Feminino - 10000 m                |
| ouro    | Kenenisa Bekele    | 2008 Pequim           | Atletismo | Masculino - 5000 m                |
| ouro    | Kenenisa Bekele    | 2008 Pequim           | Atletismo | Masculino - 10000 m               |
| ouro    | Tirunesh Dibaba    | 2008 Pequim           | Atletismo | Feminino - 5000 m                 |
| ouro    | Tirunesh Dibaba    | 2008 Pequim           | Atletismo | Feminino - 10000 m                |
| prata   | Sileshi Sihine     | 2008 Pequim           | Atletismo | Masculino - 10000 m               |
| bronze  | Meseret Defar      | 2008 Pequim           | Atletismo | Feminino - 5000 m                 |
| bronze  | Tsegaye Kebede     | 2008 Pequim           | Atletismo | Masculino - maratona              |
| ouro    | Meseret Defar      | 2012 Londres          | Atletismo | Feminino - 5000 m                 |
| ouro    | Tirunesh Dibaba    | 2012 Londres          | Atletismo | Feminino - 10000 m                |
| ouro    | Tiki Gelana        | 2012 Londres          | Atletismo | Feminino - maratona               |
| prata   | Dejen Gebremeskel  | 2012 Londres          | Atletismo | Masculino - 5000 m                |
| bronze  | Sofia Assefa       | 2012 Londres          | Atletismo | Feminino - 3000 m com obstáculos  |
| bronze  | Tariku Bekele      | 2012 Londres          | Atletismo | Masculino - 10000 m               |
| bronze  | Tirunesh Dibaba    | 2012 Londres          | Atletismo | Feminino - 5000 m                 |
| ouro    | Almaz Ayana        | 2016 Rio de Janeiro   | Atletismo | Feminino - 10000 m                |
| prata   | Genzebe Dibaba     | 2016 Rio de Janeiro   | Atletismo | Feminino - 1500 m                 |
| prata   | Feyisa Lilesa      | 2016 Rio de Janeiro   | Atletismo | Masculino - maratona              |
| bronze  | Almaz Ayana        | 2016 Rio de Janeiro   | Atletismo | Feminino - 5000 m                 |
| bronze  | Hagos Gebrhiwet    | 2016 Rio de Janeiro   | Atletismo | Masculino - 5000 m                |
| bronze  | Tirunesh Dibaba    | 2016 Rio de Janeiro   | Atletismo | Feminino - 10000 m                |
| bronze  | Tamirat Tola       | 2016 Rio de Janeiro   | Atletismo | Masculino - 10000 m               |
| bronze  | Mare Dibaba        | 2016 Rio de Janeiro   | Atletismo | Feminino - maratona               |

## Jogos Olímpicos de Inverno

### Quadro de medalhas
| Jogos                       | Número de atletas | Ouro           | Prata          | Bronze         | Total          | Classificação geral |                |
| 1924 Chamonix               | não participou    | não participou | não participou | não participou | não participou | não participou      | não participou |
| 1928 Saint-Moritz           | não participou    | não participou | não participou | não participou | não participou | não participou      | não participou |
| 1932 Lake Placid            | não participou    | não participou | não participou | não participou | não participou | não participou      | não participou |
| 1936 Garmisch-Partenkirchen | não participou    | não participou | não participou | não participou | não participou | não participou      | não participou |
| 1948 Saint-Moritz           | não participou    | não participou | não participou | não participou | não participou | não participou      | não participou |
| 1952 Oslo                   | não participou    | não participou | não participou | não participou | não participou | não participou      | não participou |
| 1956 Cortina d'Ampezzo      | não participou    | não participou | não participou | não participou | não participou | não participou      | não participou |
| 1960 Squaw Valley           | não participou    | não participou | não participou | não participou | não participou | não participou      | não participou |
| 1964 Innsbruck              | não participou    | não participou | não participou | não participou | não participou | não participou      | não participou |
| 1968 Grenoble               | não participou    | não participou | não participou | não participou | não participou | não participou      | não participou |
| 1972 Sapporo                | não participou    | não participou | não participou | não participou | não participou | não participou      | não participou |
| 1976 Innsbruck              | não participou    | não participou | não participou | não participou | não participou | não participou      | não participou |
| 1980 Lake Placid            | não participou    | não participou | não participou | não participou | não participou | não participou      | não participou |
| 1984 Sarajevo               | não participou    | não participou | não participou | não participou | não participou | não participou      | não participou |
| 1988 Calgary                | não participou    | não participou | não participou | não participou | não participou | não participou      | não participou |
| 1992 Albertville            | não participou    | não participou | não participou | não participou | não participou | não participou      | não participou |
| 1994 Lillehammer            | não participou    | não participou | não participou | não participou | não participou | não participou      | não participou |
| 1998 Nagano                 | não participou    | não participou | não participou | não participou | não participou | não participou      | não participou |
| 2002 Salt Lake City         | não participou    | não participou | não participou | não participou | não participou | não participou      | não participou |
| 2006 Turim                  | 1                 | 0              | 0              | 0              | 0              | –                   |                |
| 2010 Vancouver              | 1                 | 0              | 0              | 0              | 0              | –                   |                |
| 2014 Sóchi                  | não participou    | não participou | não participou | não participou | não participou | não participou      | não participou |
| Total                       | 1                 | 0              | 0              | 0              | 0              |                     |                |